# Železniška proga Sevnica–Trebnje
Železniška proga Sevnica–Trebnje je ena izmed železniških prog, ki sestavljajo železniško omrežje v Sloveniji.
Začetna železniška postaja je Sevnica, medtem ko je končna Trebnje. Proga prečka reki Mirno in Savo. Največji objekt na progi je 158 metrov dolg most prek Save pri Sevnici, dokončan leta 1938.

## Vloga med poplavami leta 2023
Obilno deževje 4. avgusta 2023 je na več mestih poškodovalo glavno progo Ljubljana–Zidani Most in jo naredilo neprevozno. To bi zahod slovenskega železniškega omrežja popolnoma odrezalo od vzhoda, če ne bi bilo nadomestne proge Ljubljana–Trebnje–Sevnica, ki se je izkazala za veliko bolj poplavno odporno od glavne proge. 5. avgusta 2023 zjutraj je bila edina možnost potovanja med slovensko prestolnico Ljubljano in drugim največjim mestom Mariborom ta železniška proga in povezovalni nadomestni avtobus med Sevnico in Celjem.